# Кампанії Імперії Тан проти Східних тюрок
Кампанія імперії Тан проти Східно-Тюрського каганату — воєнна операція військ Танського Китаю за ініціативи імператора імператора Тай Цзуна по ліквідації Східно-тюркського каганату, що розцінювався ним як потенційний конкурент та джерело проблем пов'язаних з безпекою імперії. Вдала кампанія поклала початок китайські експансії до Каспію.

## Передумови
Деякий час китайці і тюрки жили в мирі. Проте, тюркський каган Ашина Доубі. Згідно китайській історіографії, останній був слабким політиком, і віддав ряд політичних функцій китайцю Чжао Дену, котрий зловживав свою владою. До 627 р. імператор Тай-цзун дізнався про це, після чого планував атакувати тюркський каганат. Перед цим він порадився із канцлером Сяо Ю і своїм зятем Чжансун Удзі. Сяо виступав можливість за війни, проте Чжансун, вказуючи на те що Східно-тюркський каганат тривалий час не напав на Китай, не бачив вагомих підстав порушувати мир. Тай-цзун віддавав перевагу першому.
Тим часом, васали Тюркських каганатів, такі як сеяньто, розпочали вдалі повстання. Одного з васалів, проти якого тюрки розгорнули активну боротьбу, китайський імператор поклявся захищати кров'ю брата.
Дотого ж, дві холодні зими знищили чимало худоби. Замість того, аби зменшити податки, тюркський каган їх тільки збільшив, що викликало оборунення серед населення його держави.

## Кампанія
Головним корпусом китайської армії командував Лі Цзин; Йому допомагали полководці Лі Шицзи, Сюе Веньцзи і Чай Шао. Вони швидко зайняли Внутрішню Монголію; Родичі та соратники кагана Доубі здалися китайцям і перейшли на їх бік. Доубі втік в Їньські гори, проте генерали Лі Цзин і Лі Шицзин застали його і змусили тюрського хана тікати, паралельно розбивши в Їшанський битві та вбивши його дружину (Принцесу Цзінь Цзіньхень).
Колишній каган знову зумів втекти, цього разу: До володінь Західно-тюркського каганату, проте китайський генерал Чжан Баосян спіймав його в полон та відправив в столицю Імперії Тан Чанань.
Знать Тюркського каганату перейшла на бік китайців; Частина народу зробила теж саме, частина стала васалами сеяньто.

## Землі Східно-тюркського каганату у складі Китаю
- Ян Шигу запропонував імператору дозволити тюркам залишитися північніше Жовтої ріки, при цьому знаходитися в розсіяному стану.
- Лі Байяо запропонував щоб при цьому каган з роду Ашина мав бути лідером лише свого клану. Ашина-хану; Він також висловив думку, що в Дінсяні повинен бути назначений китайський захисник, щоб керувати всіма тюрками.
- Вень Яньбо запропонував стратегію за якою тюрки оселилися в північних префектурах в межах кордонів Тан, та залишилися в формі племінного устрою.
- Вей Чжен запропонував стратегію за якою тюрки можуть жити на своїх землях в межах кордонів Тан.

Імператор прислухався до Вень Яньбо.

## Спроба відродження
У 639 р. два представника роду Ашина, Шибобі і Джешуай, конфліктували на основі поведінки останнього: Джешуай, як лідер тюрок, вів себе як безсовісний корупований чиновник. У відповідь на скарги Шибобі, Джешуай звинувачував його у зраді. Через такі заяви імператор відмовився надавати Джешуаю хоч-якийсь помітний вплив. Це призвело до змови Джешуая і колишніх сорока його людей, ціллю яких було вбивство імператора.
Було сплановано зробити засідку біля воріт замку і пройти туди під час його регулярної ранкової прогулянки сина імператора Лі Чжи. Проте, того ранку був сильний вітер через який останній не вийшов. Розлючений ситуацією Джешуай увірвався до воріт. Змовникам вдалося вбити декількох гвардійців, проте були розподі командиром гвардії Сун Укаєм, після чого ті з них що залишилис в живих спробували вкрасти імператорських коней і втекти на північ, та були схоплені. Всіх змовників окрім Джешуая було страчено, а його заслано у заслання.
В результаті інциденту тюрки були виселені з кордонів імперії на територію між Великим Китайським муром і пустелею Гобі. Східно-тюркський каганат був відновлений як васальна держава.
Проте, через черговим міжусобним конфліктом між представниками роду Ашина, Сімо і Їнана, від рук останнього була здійснена спроба відродження абсолютної незалежності. Зібравши військо із представників сеяньто, син Сімо, Даду, атакував Східно-тюркський каганат і спробував захопити владу. Каган Сімо просив негайної допомоги, і отримав її: На допомогу васалам Тайцзун вислав декілька генералів, серед яких відзначився Лі Шицзі, що повністю розбив Даду.
Їнан і його люди покинули Східно-тюркський каганат, а він сам втратив союзний шлюб з донькою імператора.
Під натиском сеяньто тюрки покинули зовнішню сторону Великого Китайського муру і ліквідували автономію.

## Конфлікт Тубо кагана і Імперії Тан
Після смерті Їнана, його син, Дуомі, зайняв ворожу по відношенню до Китаю позицію. У відповідь на це зухвальство китайські війська знищили його разом з усім військом.
Тим не менш, він у нього був спадкоємець — Хубо. Він повідомив що разом з сином відправиться до Китаю аби сплатити данину, але не зробив цього. Тайцзун послав свого полководця Гао Кана котрий розбив останнього. Під час кампанії помер імператор Тайцзун, а на його місце став Гаоцзу. Після прибуття до Чананю, захоплений Хубо був звільнений та став генералом.